# Osiedle Odrodzenia (Katowice)
Osiedle Odrodzenia (potocznie nazywane Manhattan ) – osiedle mieszkaniowe w Katowicach, leżące w obrębie dzielnicy Piotrowice-Ochojec przy granicy z Kostuchną, w rejonie ulic: M. Radockiego i S. Łętowskiego. 
Budowa osiedla, zaplanowanego w ramach większego kompleksu architektoniczno-urbanistycznego, trwała w latach 1979–1993. Składa się ono z 134 budynków mieszkalnych, w których mieszka około 8 tys. mieszkańców. Administratorem osiedla Odrodzenia jest Spółdzielnia Mieszkaniowa Silesia.

## Historia

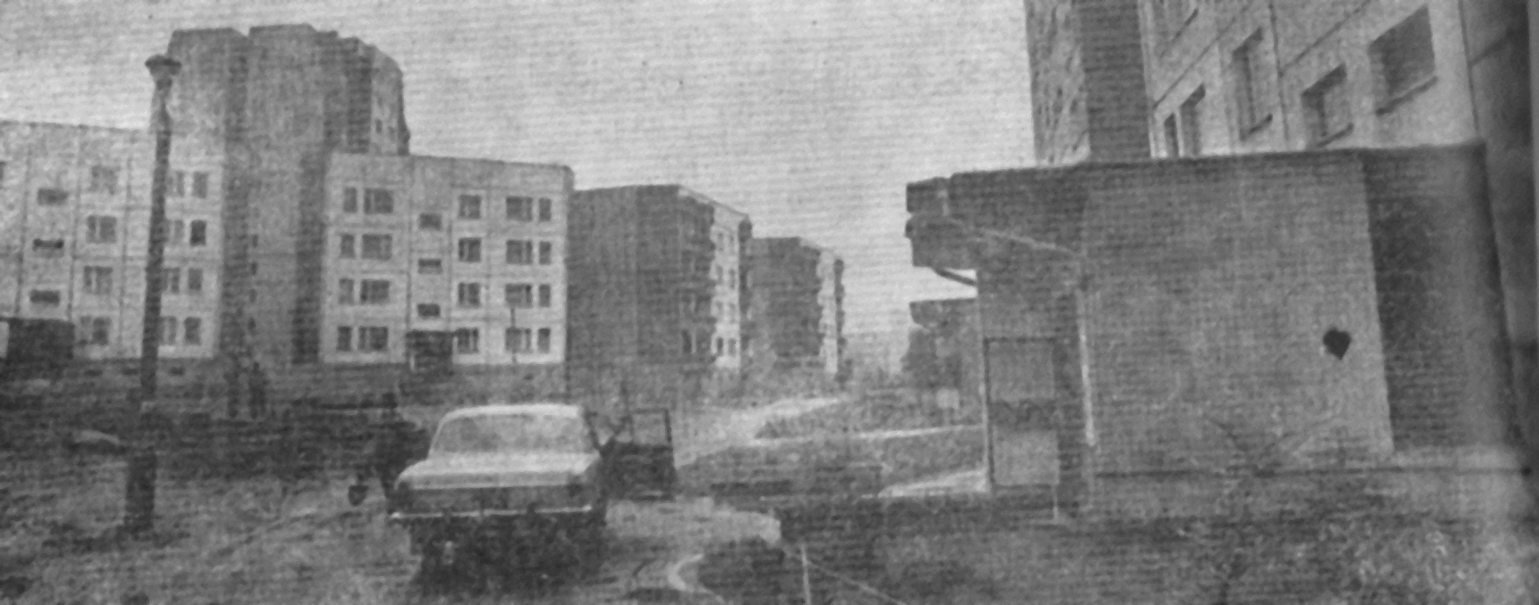
Osiedle w latach 80. XX wieku

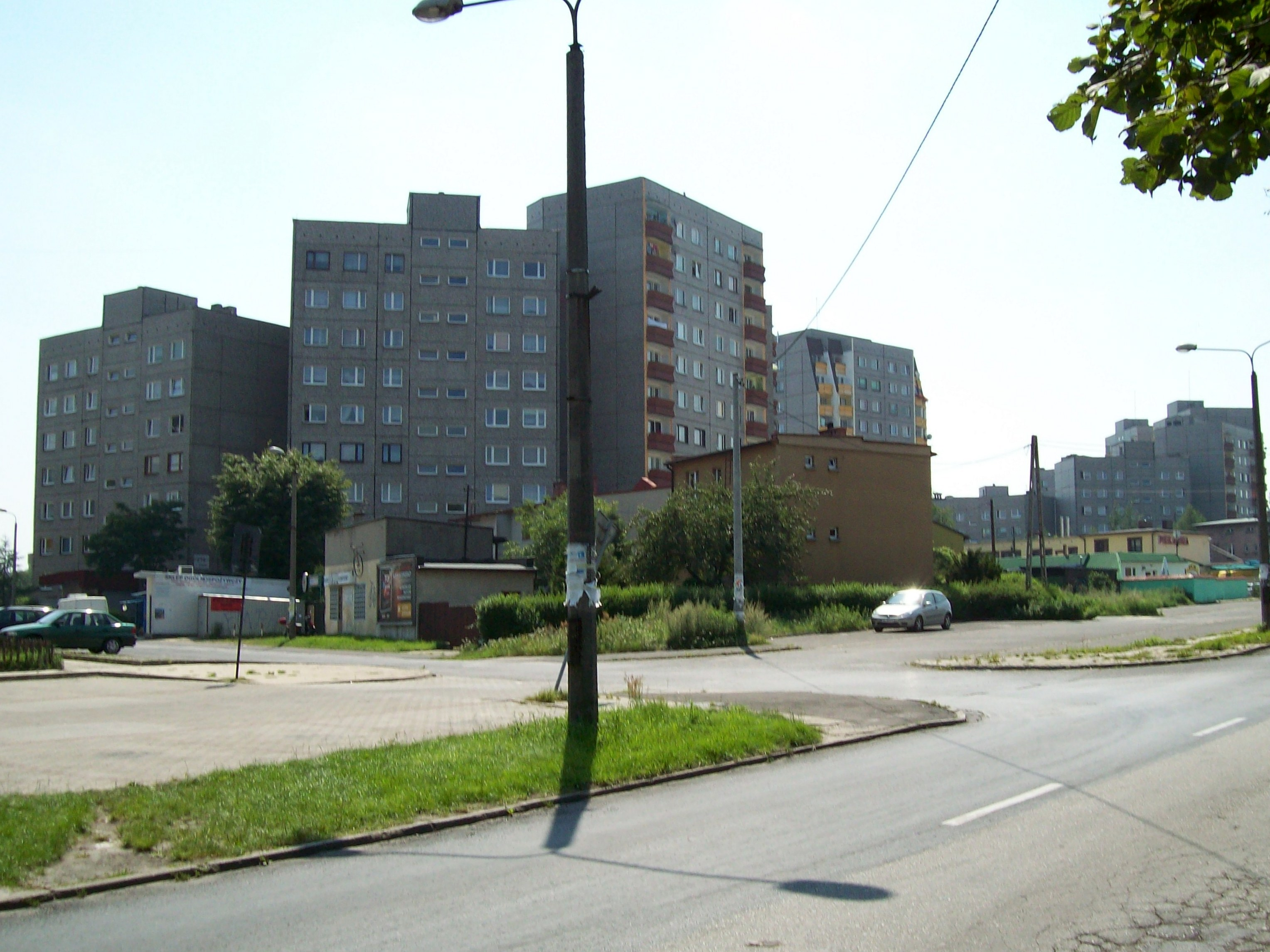
Osiedle w 2008 roku, widziane od strony ulicy zachodniej; bloki były wówczas przed termomodernizacją

Początki osiedle Odrodzenia sięgają lat 70. XX wieku. W tym czasie, pod koniec lat 70. XX wieku, zespół architektów wrocławskiego Miastoprojektu pod kierownictwem Witolda Molickiego opracowało koncepcję architektoniczno-urbanistyczną nowego kompleksu osiedli mieszkaniowych w południowych dzielnicach Katowic. Osiedle to, wraz m.in. z osiedlem Targowisko, przewidziano łącznie na około 100–120 tysięcy osób, lecz dalszy rozwój wyhamował kryzys, przez co zrealizowano niewielkie jego plany. W dniu 13 listopada 1979 roku odbyło się zebranie członków założycieli Spółdzielni Mieszkaniowej Silesia w Katowicach, w których wybrano statutowych władz spółdzielni. Spółdzielnia ta stała się zarządcą osiedla. 
Samo zaś osiedle Odrodzenia, początkowo pod nazwą Piotrowice, zaplanowano na terenach rolniczych zwanych Skotnicą. Wraz z budową osiedla Targowisko, rozpoczęto również proces wysiedlania okolicznych mieszkańców, a także wyburzono starą prochownię. Na przełomie lat 1979 i 1980 rozpoczęto budowę budynków w rejonie ulic: Spokojnej i Tyskiej. Pierwsze bloki oddano do użytku w 1981 roku . Ostatnie budynki z wielkiej płyty ukończono w 1989 roku (ul. M. Radockiego 280). Do tego czasu też ukończono budowę części placówek usługowo-handlowych i oświatowych. W 1990 roku ukończono pawilon przy ulicy M. Radockiego 70b, zaś w latach 1992–1993 powstał kompleks budynków mieszkalnych przy ul. M Radockiego 292-296 i Spokojnej 41-49. Te budynki, w porównaniu do wcześniej wybudowanych bloków, pokryto czerwoną cegłą . 
Nauczanie w nowo powstałej na osiedlu Szkole Podstawowej nr 27 zainaugurowano 1 września 1986 roku. W dniu 18 grudnia 1988 roku powołano parafię rzymskokatolicką dla mieszkańców osiedla Odrodzenia pod wezwaniem Najświętszego Ciała i Krwi Chrystusa. Za projekt kościoła odpowiadają: Jacek Leśko oraz Barbara Rowińska. W 2012 roku rozpoczęto prace nad termomodernizacją bloków na osiedlu wraz z usuwaniem azbestu. W tym czasie zmodernizowano pierwszych dziesięć budynków. Na zmodernizowanych blokach zastosowano elewację w stonowanych barwach . W 2013 roku ukończono pawilon położony w przy ulicy M. Radockiego 284.

## Charakterystyka

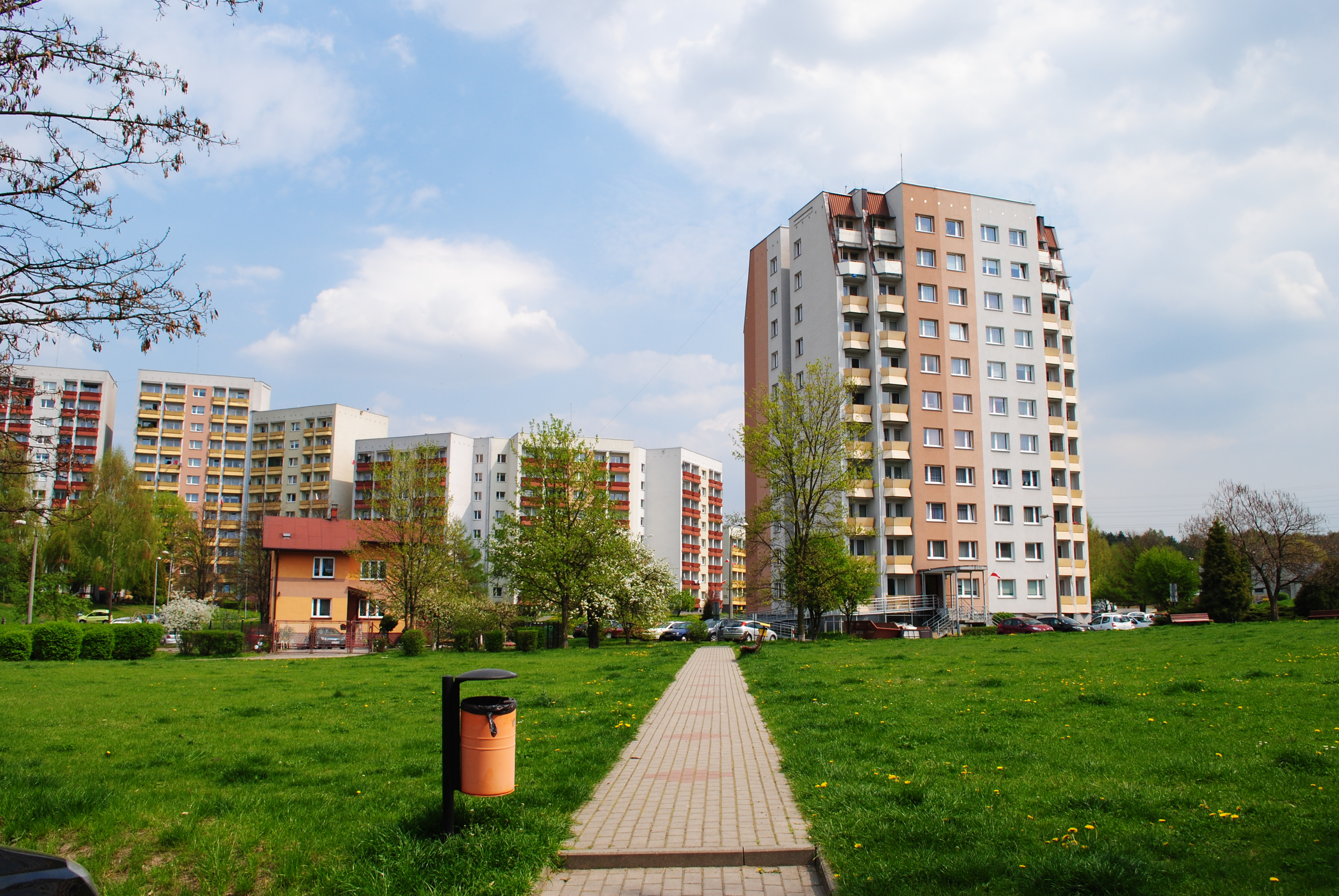
Fragment osiedla Odrodzenia

Osiedle Odrodzenia położone jest w południowej części Katowic, w granicach dzielnicy Piotrowice-Ochojec, w rejonie ulic: M. Radockiego, Tyskiej, S. Łętowskiego i Spokojnej. Jest ono w zarządzie Spółdzielni Mieszkaniowej Silesia. Administracja osiedla mieści się przy ulicy M. Radockiego 152.
Osiedle Odrodzenia składa się w główniej mierze z bloków mieszkalnych z wielkiej płyty mających od czterech do jedenastu kondygnacji, z czego trzy największe to wolnostojące budynki mieszkalne . Łącznie znajdują się tutaj 134 budynki mieszkalne z 2 990 mieszkaniami, w których mieszka około 8 tys. mieszkańców  Do budowy pierwszych budynków zastosowano wielką płytę z fabryki Katowickiego Kombinatu Budowlanego w Katowicach-Panewnikach, zaś elewację wykonano metodą vitromozaiki. Udział powierzchni zabudowanej w powierzchni terenu osiedla Odrodzenia równa wynosi 19%, wskaźnik intensywności zabudowy netto 1,00, zaś średnia ważona liczby kondygnacji 5,26.

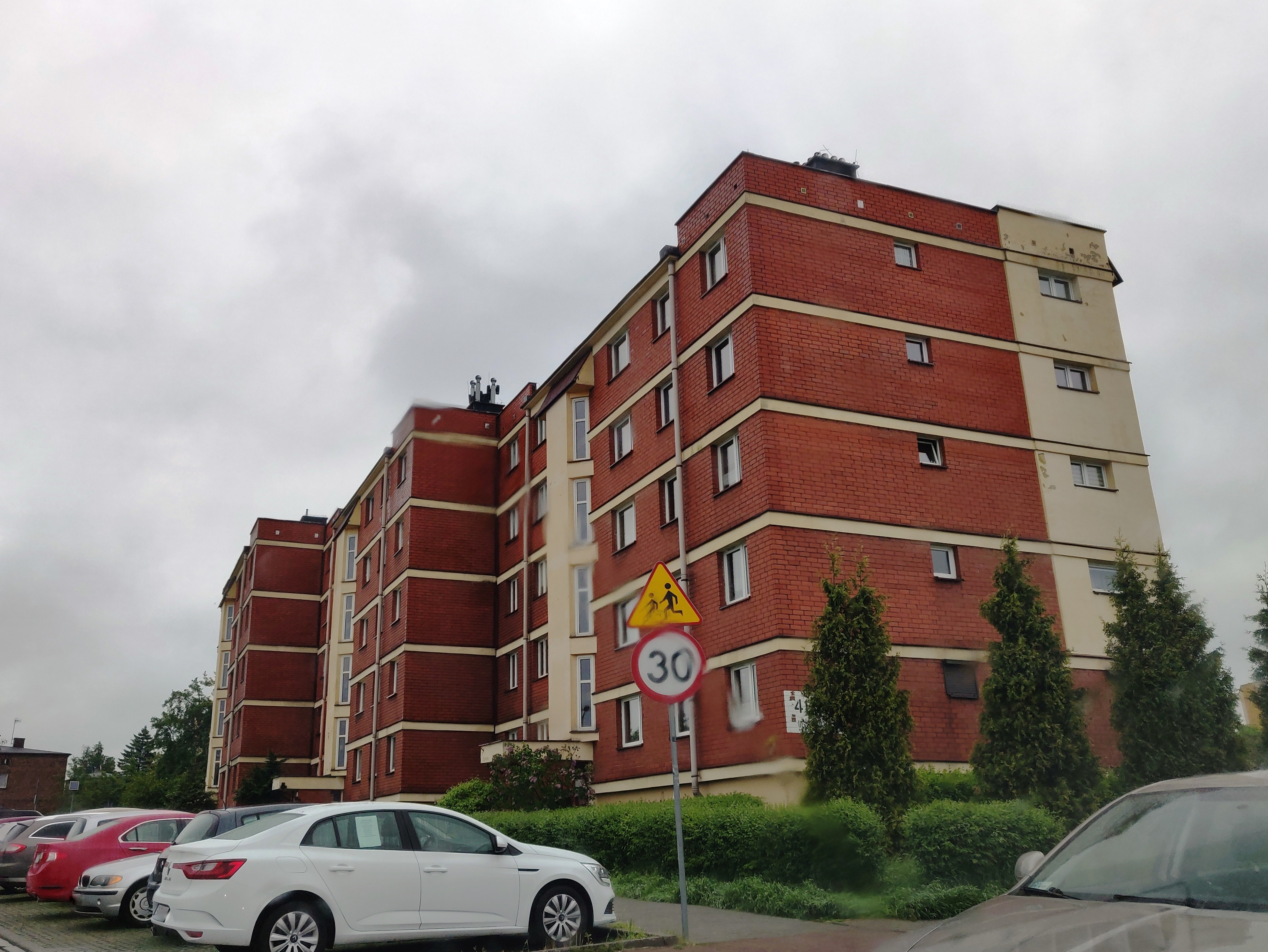
Najmłodsza zabudowa osiedla – budynki przy ulicy Spokojnej

Urbanistycznie osiedle ma charakterystyczny układ przestrzenny, gdzie bloki ustawione są w szeregi o kształcie półokręgów, tzw. podkowy. Szeregi bloków rozmieszczone są głównie wzdłuż otaczającej osiedle ulicy M. Radockiego, biegnącej przez środek osiedla ulicy S. Łętowskiego, a na skraju osiedla także przy ulicy Tyskiej. Przy głównej osi zlokalizowano obiekty użyteczności publicznej: żłobek, przedszkole, szkołę podstawową i administrację osiedla, zaś pawilony na skraju osiedla. Pomiędzy tymi budynkami znajdują się jeszcze, powstałe przed budową osiedla, domy jednorodzinne . Najnowsze bloki znajdują się przy ulicy Spokojnej i zbudowane są one z charakterystycznej cegły . 
Na osiedlu działają następujące placówki wychowawczo-edukacyjne: Żłobek Tęczowa Kraina Ochojec (ul. S. Łętowskiego 32b; działa od września 2019 roku i posiada 50 miejsc), Miejskie Przedszkole nr 78 (ul. M. Radockiego 62), Miejskie Przedszkole nr 93 (ul. S. Łętowskiego 24), Oddział Odrodzenie Śląskiego Stowarzyszenia Pomocy Dzieciom Specjalnej Troski i Osobom z Upośledzeniem Umysłowym (ul. M. Radockiego 280) i Szkoła Podstawowa nr 27 im. prof. W. Szafera (ul. S. Łętowskiego 18).
Dojazd do osiedla od strony zachodniej zapewniają ulice: A. Kostki-Napierskiego, od północy ulice: Szewska, Tyska i M. Radockiego, zaś od południa ulica Bażantów. Połączenia autobusowe są realizowane na zlecenie ZTM-u. W obrębie osiedla funkcjonuje 5 przystanków: Osiedle Odrodzenia Bażantów, Osiedle Odrodzenia Kościół, Osiedle Odrodzenia Łętowskiego, Osiedle Odrodzenia Radockiego i Osiedle Odrodzenia Szewska. Z nich odjeżdżają trzy linie autobusowe, w tym jedna nocna: 138, 297 i 297N. Zapewniają one połączenia do innych dzielnic Katowic.